# Диметилсилилдиизоцианат
Диметилсилилдиизоцианат — химическое соединение,
алкил- и изоцианопроизводное моносилана
с формулой (CH3)2Si(NCO)2,
бесцветная жидкость с резким запахом.

## Получение
- Реакция диметилдихлорсилана и цианата серебра в бензоле:

{\displaystyle {\mathsf {(CH_{3})_{2}SiCl_{2}+2AgNCO\ {\xrightarrow {40^{o}C}}\ (CH_{3})_{2}Si(NCO)_{2}+2AgCl}}}

## Физические свойства
Диметилсилилдиизоцианат образует бесцветную жидкость с резким запахом.
Гидролизуется в воде и влажном воздухе.
Растворяется в инертных органических растворителях.